# شیم اون ها
شیم اون ها (کره‌ای: 심은하؛ زادهٔ ۲۳ سپتامبر ۱۹۷۲) بازیگر بازنشسته اهل کره جنوبی است. شیم در دههٔ ۱۹۹۰ با بازی در برخی از پربیننده‌ترین درام‌های کره‌ای از جمله آخرین مسابقه (۱۹۹۴)، ام (۱۹۹۴) و تله جوانی (۱۹۹۹) به محبوبیت رسید.